# Orgullo de Zúrich
El Festival del Orgullo de Zúrich, anteriormente CSD Zurich hasta 2009, es un festival anual en Zúrich, que en junio presenta un programa de apoyo de varios días con conferencias especializadas, eventos culturales, conciertos al aire libre y una manifestación por los derechos de gays, lesbianas, bisexuales, personas con identidad transgénero, personas intersexuales y queer. Es el evento LGBTQIA+ más grande de Suiza.

## Historia

### 1994–1998
El Orgullo de Zúrich se celebró por primera vez el 25 de junio de 1994. Los festivales se celebraron detrás del Museo Nacional, en la Theaterhaus Gessnerallee, en la Zeughausareal o en la Turbinenplatz. El CSD, que en un principio era un simple recinto de manifestaciones y festivales, se transformó con el paso de los años en un festival con un programa complementario. En 1995 se fundó la Asociación Orgullo de Zúrich.

### 1999: “30 años de Stonewall – ¡Igualdad de derechos ahora!”
El Orgullo de Zúrich celebró el 30 aniversario de los disturbios de Stonewall. El lema era “¡Igualdad de derechos ahora!”. Los oradores fueron Margrith von Felten, entonces consejera nacional de Basilea, y Hans-Peter Portmann, consejero cantonal del FDP. En el escenario principal del Platzspitz, Valentino, el entonces Mr. Gay, moderó un programa cultural en el que aparecieron, entre otros, Tara LaTrash y otras personalidades de Zúrich.

### 2000: lesbiana-gay-binacional
En el Orgullo Gay de Zúrich de 2000 se debatió sobre la situación de las parejas del mismo sexo en las que uno de los miembros es de nacionalidad extranjera. Para que el miembro de la pareja pudiera obtener un permiso de residencia y de trabajo en Suiza era necesario que existiera una unión de hecho. El programa cultural tuvo que trasladarse en el último momento de la Platzspitz al Zeughausareal. Allí actuó, entre otros, Nella Martinetti.

### 2001: Trabajar juntos
El lema del Orgullo Gay de Zúrich de 2001 fue «Trabajar juntos». Se pretendía llamar la atención sobre la situación de las lesbianas y los gays en el lugar de trabajo. Por ejemplo, se puso de relieve la discriminación (el acoso o la no promoción). Un orador muy conocido en Helvetiaplatz fue el entonces presidente federal suizo Moritz Leuenberger. La cantante suiza Maja Brunner actuó en el escenario principal.

### 2002: Somos familia
En el Año de la Familia, el Orgullo de Zúrich también hizo de la familia su lema: «Somos familia». El tema fue la familia en la que crecieron lesbianas y gays y las nuevas familias poco convencionales en las que viven. El orador en la Helvetiaplatz fue el alcalde de Zúrich, Elmar Ledergerber. El dúo español Baccara actuó en el escenario principal.

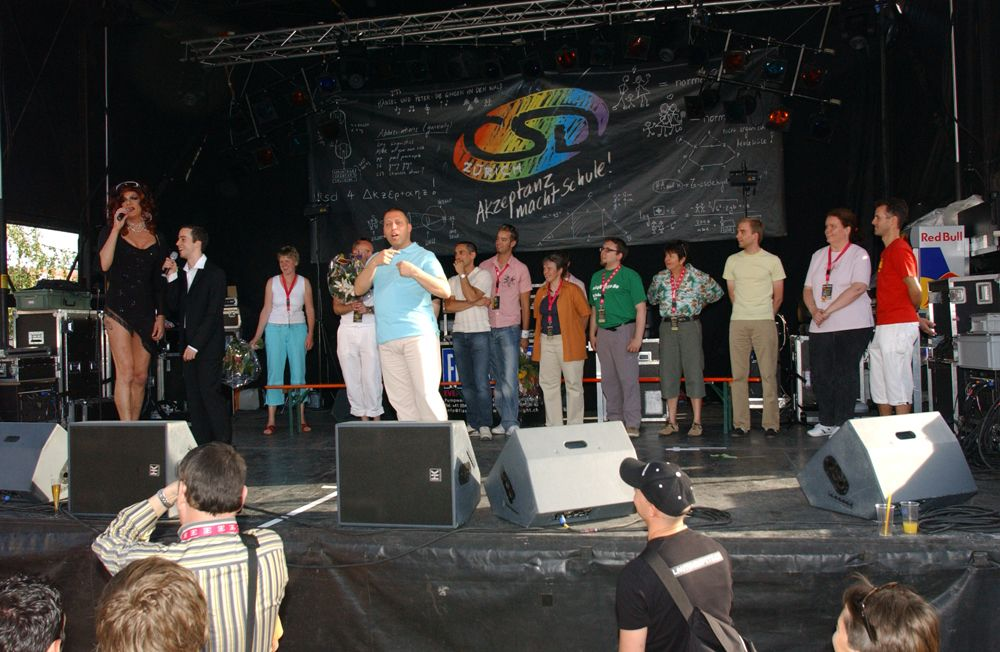
Escenario en la Turbinenplatz durante la ceremonia de entrega de los premios Stonewall

### 2003: Arriba y abajo del país
El objetivo de esta CSD era señalar que existe una realidad lésbica y gay más allá de las grandes ciudades. Se trataba de señalar las deficiencias en la aceptación del estilo de vida gay en el campo, que hace tiempo que se había eliminado en la ciudad. Los oradores fueron un parlamentario cantonal de zonas rurales. La invitada en el escenario principal fue Tina Charles.

### 2004: Rights Now! – Lesbians and Gays Worldwide
El lema de 2004 fue «Rights Now!». Por primera vez, el Orgullo de Zúrich tuvo lugar a principios de junio y, a pesar del mal tiempo, miles de personas acudieron al desfile y al festival posterior, que se celebró en la Turbinenplatz del distrito 5. La cantante británica Samantha Fox actuó en el escenario principal. Por primera vez, se celebró un servicio ecuménico, que a partir de entonces se convirtió en una parte permanente del programa de apoyo del festival. Este cuenta con el apoyo de la Iglesia Evangélica Reformada del Cantón de Zúrich, la Iglesia Católica Romana del Cantón de Zúrich y, desde 2009, también de la parroquia cristiana católica de Zúrich.

### 2005: ¡Vamos por el sí!
El lema de este festival era «Go For Yes!». Un día antes de la votación nacional sobre la ley de sociedades, el CSD pidió su aprobación. La consejera nacional Doris Leuthard (CVP) y el consejero de gobierno del PS Markus Notter hablaron en la Helvetiaplatz. Alrededor de 8.000 personas participaron en el desfile y el festival en la Turbinenplatz contó con el apoyo musical del grupo sueco Alcazar.

### 2006: La aceptación sienta un precedente
Un lema que pide a las escuelas y a los políticos que eliminen el tabú que rodea a la homosexualidad en las escuelas, que incluyan el tema en los materiales didácticos y que acepten plenamente a los profesores del mismo sexo. Pero también se anima a los padres a abordar la homosexualidad de sus hijos sin juzgarlos. El Orgullo de Zúrich introduce una serie de innovaciones: además de dos discursos políticos, se invitó a un artista escénico, Patrick Frey, a presentar su punto de vista personal. El desfile fue el más grande en la historia del Orgullo de Zúrich. Por la noche también hubo una fiesta del Orgullo aparte.

### 2007: ¡Confesad!
La CSD de 2007 hizo un llamamiento a las lesbianas y los gays para que declarasen su orientación sexual y promoviesen así la aceptación social de esta forma de vida. Klaus Wowereit (alcalde de Berlín) fue invitado como orador y su declaración pública antes de su elección podría servir de ejemplo. En la CSD también se criticó el cierre de los cuartos oscuros por parte de la ciudad de Zúrich. Como símbolo, la vida nocturna de Zúrich fue enterrada con un ataúd negro.

### 2008: Fuera de juego y en el medio
Una semana después del Orgullo de Zúrich, comienza la Eurocopa de fútbol en Suiza y Austria. La proximidad al mayor evento deportivo fue vista por los organizadores del Orgullo como una oportunidad y un desafío a la vez. Querían llamar la atención sobre el hecho de que la homosexualidad en el fútbol sigue siendo un tema tabú. Como símbolo, se hicieron circular por la ciudad dos porterías de fútbol decoradas con globos rosas. Como en años anteriores, se aumentó el número de participantes en la manifestación.

### 2009: Europride Zurich

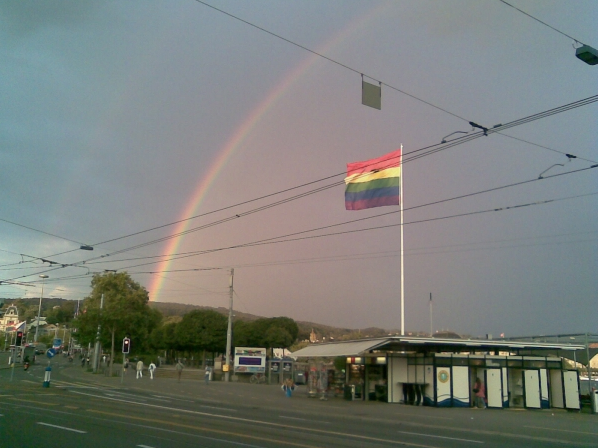
La bandera del arcoíris en Bürkliplatz

Esta vez, el CSD se celebró en el marco del Europride, que se celebró por primera vez en Suiza. Casi 50.000 personas participaron en el gran desfile y el 6 de junio se manifestaron por sus derechos bajo el lema «Tus derechos son mis derechos», mientras que alrededor de 100.000 personas se alinearon en las calles. Con 24 carrozas y 25 clubes, fue el desfile más largo jamás celebrado en Zúrich. Miles de visitantes quedaron encantados con el festival de dos días en la ciudad de Zúrich. Más de 50 estrellas móviles brillaron sobre las calles del recinto del festival. La ciudad de Zúrich estaba decorada con banderas arco iris en el centro de la ciudad y en tranvías y autobuses. Los visitantes vinieron de toda Suiza, Europa y el extranjero. El programa de apoyo al Europride duró cinco semanas. En total, se programaron 218 eventos. De ellos, se proyectaron 70 películas y tuvieron lugar 51 eventos culturales y 51 fiestas. Muchos eventos como Pink Apple y Warm May agotaron las entradas. Durante el fin de semana deportivo, más de 300 atletas de toda Suiza y Europa compitieron por las medallas. Los debates políticos abarcaron una amplia gama de temas, como la situación familiar de lesbianas y gays, la diversidad social y el primer Foro Económico de Gays y Lesbianas en Suiza.
En el marco del Europride se celebró el primer torneo internacional de baile desde los EuroGames 2000. También se lanzó una página web sobre la historia de los homosexuales en Suiza. Además, se celebró un festival urbano de dos días con tres escenarios en el centro de Zúrich.
En noviembre, año del Europride, la asociación patrocinadora del Gay Pride - Christopher Street Day Zurich se renovó por completo. Además de la revisión completa de los estatutos, la asociación también recibió un nuevo nombre, a saber, "Zurich Pride Festival". También terminó la presidencia dual conocida hasta ahora. El concepto de un festival en Zúrich se basa en los eventos anteriores del CSD combinados con las experiencias del Europride 2009.

### 2010: Do Ask – Do Tell
En 2010 se ofreció un programa cultural y político durante cuatro días para promover una mayor tolerancia y aceptación en la sociedad. En la plaza Turbinenplatz se instalaron numerosos puestos informativos y el gran escenario principal. En la zona adyacente de Seiza se ubicaron el escenario cultural y otros puestos de organizaciones e instituciones. La manifestación tuvo lugar el sábado. El recorrido comenzó en el puerto de Enge y siguió por la cuenca del lago hasta llegar a la calle Bellerivestrasse. Bajo el lema "Do Ask – Do Tell", el comité del festival pidió una mayor comunicación entre los diferentes grupos de la sociedad.

### 2011: Vive con la diferencia
El lema del festival, «Vive con la diferencia» (vivre avec la différence), fue el lema de la edición 2011 del Orgullo de Zúrich, que se basa en la lucha contra la discriminación impulsada por las organizaciones paraguas Pinkcross y LOS. El lema pretende ser un llamamiento a tolerar y aceptar las diferencias de los demás, pero también a vivir con las propias diferencias. Esto no se refiere sólo a la orientación sexual, sino a todas las diferencias de nuestra sociedad.
La alcaldesa de Zúrich, Corine Mauch, el jefe de policía de Zúrich, Daniel Leupi, el miembro del Consejo de Estado, Felix Gutzwiller, y el director de Sanidad de Zúrich, Thomas Heiniger, dieron la bienvenida a los representantes políticos de alto rango en el escenario principal con discursos políticos. Los aproximadamente 35.000 visitantes pudieron disfrutar de un festival con numerosos artistas, una manifestación por el centro de la ciudad de Zúrich y numerosos puestos informativos.

### 2012: Bienvenidos a la realidad
Un gran honor para este festival político fue la aparición de la consejera federal y jefa del Departamento Federal de Policía y Justicia (FDJP), la Sra. Simonetta Sommaruga, quien había viajado desde el Palacio Federal como oradora política en el escenario principal. El lema «Bienvenidos a la realidad» tiene como objetivo despertar a la gente, señalar y llamar la atención sobre los problemas actuales, ya que todavía existe discriminación y ataques a los miembros de la comunidad LGBTI en Suiza y el resto del mundo. Incluso se ha llegado tan lejos que algunos estados encarcelan, torturan y ejecutan a personas LGBTI. Junto con Queeramnesty Suiza y el ugandés Kasha J. Nabagesera, el público se enfrentó a este problema. Fue un evento al aire libre muy soleado y cálido en la Turbinenplatz de Zúrich, en el distrito 5. Los aproximadamente 38.000 invitados celebraron pacíficamente a los artistas en el escenario, que fue reorganizado este año. Una marcha de manifestación se desarrolló desde Helvetiaplatz, pasando por Bahnhofstrasse, hasta Werdmühleplatz.
2013: Todas las familias importan
En 2013, el Orgullo de Zúrich se centró en las familias. Con el lema «¡Todas las familias importan!», queríamos mostrar que los niños no necesitan una imagen conservadora de la familia, sino padres cariñosos. Al mismo tiempo, el lema quería señalar que la prohibición de adopción para parejas homosexuales que todavía se aplica en Suiza es completamente absurda y no beneficia en absoluto al bienestar del niño. La organización paraguas de las familias arco iris fue el sociopolítico ideal para difundir este mensaje de forma clara y respaldada con hechos sólidos. Durante la semana del Orgullo, la organización paraguas de las familias arco iris organizó una conferencia en la que científicos de primer nivel de todo el mundo dieron conferencias sobre el tema de las familias arco iris. La manifestación fue inaugurada por el recién elegido jefe del Departamento de Seguridad de Zúrich, Richard Wolff. Mona Läuchli también informó sobre su vida cotidiana en una familia arco iris. La manifestación fue encabezada por familias arco iris y un tren en el que los niños lanzaron alegremente caramelos a los numerosos espectadores.
El festival del orgullo gay de Zúrich se celebró con gran entusiasmo en la plaza Turbinenplatz, bajo un día soleado. El festival concluyó con un apasionado alegato a favor de la igualdad inmediata por parte de la consejera nacional Chantal Galladé y un apasionado discurso de Martin Abele, presidente del Ayuntamiento de Zúrich (y, por tanto, el ciudadano de más alto rango de la ciudad) y defensor de los derechos LGBT desde hace décadas.

### 2014: ¡Ahora más que nunca!
En 2014 se cumplieron 20 años del CSD de Zúrich. Por ello, el festival Pride de Zúrich volvió a sus orígenes y se extendió por la zona de los cuarteles. El festival Pride se celebró bajo el lema "Jetzt erst Recht!" y denunció, entre otras cosas, la creciente violencia contra los homosexuales en Europa del Este y Rusia. El viernes por la noche, Conchita Wurst tuvo el honor de interpretar tres de sus piezas y, además, recibir el "Premio Conchita Wurst Unstoppable" de manos del presentador Kurt Aeschbacher. El festival Pride rindió así homenaje a la valiente participación de la artista en el Festival de Eurovisión, que despertó interés en todo el mundo y promovió la aceptación de las personas trans.
El sábado por la tarde, con un clima veraniego, grupos de interés de la comunidad LGBT y numerosas familias se reunieron en la Helvetiaplatz para escuchar los discursos de los políticos invitados, Hans Fehr y Laurent Seydoux. Después, una alegre manifestación de 12.000 personas recorrió las calles de Zúrich. La alcaldesa de Zúrich, Corine Mauch, el miembro del Consejo de los Estados de Ginebra Robert Cramer y el miembro del Consejo Nacional de Ausserrhoden Andrea Caroni pronunciaron discursos.
La fiesta oficial del Orgullo tuvo lugar en el Club Xtra. El domingo por la mañana, la gente pudo disfrutar del desayuno anual HAZ en el restaurante Zeughaus, en la zona de los cuarteles.

### 2015: Igualdad sin fronteras
Debido a que Suiza se encuentra en el último tercio del mapa del arco iris, el Festival del Orgullo de Zúrich 2015 quiso poner de relieve el hecho de que en Suiza todavía queda mucho por hacer en materia de bases jurídicas. Durante la Semana del Orgullo se organizaron diversos eventos sobre temas especializados y culturales, y Gay Sport Zurich abrió sus cursos de formación a los interesados. Credit Suisse presentó su programa LGBT Ally, la película "Julia" celebró su estreno en Suiza, la Oficina de Igualdad de Oportunidades de la Ciudad de Zúrich abordó el tema "Orgullo entre el partido y la política" y en la mesa redonda se habló de la promoción de las mujeres lesbianas, bisexuales y queer.
Antes de la manifestación, los representantes de las organizaciones paraguas LGBT nacionales, la embajadora de EE. UU. Suzan LeVine y Aline Trede se dirigieron a la multitud. La manifestación fue encabezada por embajadores de once países.
El Festival del Orgullo de Zúrich se celebró en el recinto de los cuarteles y en el Zeughaushof. Además de los discursos de Daniel Jositsch y Rosmarie Qudranti, el modelo estadounidense Alex Minsky habló ante los visitantes del festival. También hubo una actuación de Snap!, que interpretó éxitos como "Rythm is a Dancer". La fiesta oficial del Orgullo Wonderworld también se celebró en el Club Xtra en 2015. El festival finalizó el domingo con el brunch anual de HAZ, el servicio ecuménico en la iglesia del Predicador y el día de rugby de Zurich Rascals' Grill&Chill.

### 2016: #TeamForLove
En 2016, el lema del Orgullo de Zúrich fue "#TeamForLove". Este mensaje quería mostrar que el amor entre dos personas es lo más importante, independientemente de su género. El mensaje también se utilizó en la campaña electoral contra la iniciativa del CVP contra la penalización del matrimonio, que, además de abolir la desigualdad fiscal para las parejas casadas, también pretende incluir en la Constitución el matrimonio entre un hombre y una mujer.
El Festival del Orgullo de Zúrich tuvo lugar en la zona de los cuarteles y en el Zeughaushof del 10 al 11 de junio de 2016. El 11 de junio de 2016 tuvo lugar la gran marcha de manifestación por el centro de la ciudad de Zúrich y la Semana del Orgullo de Zúrich completa con actos sobre el tema LGBT del 3 al 12 de junio de 2016.

### 2017: No Fear To Be You – Safety for LGBT Refugees
El lema de 2017 fue "No Fear To Be You – Safety for LGBT Refugees". 37.000 personas participaron en el festival y 19.000 en el desfile del 10 de junio de 2017.

### 2018: Same Love – Same Rights
El lema llamó la atención sobre el hecho de que las personas homosexuales en Suiza aún no tienen los mismos derechos y oportunidades que los heterosexuales.

### 2019: Fuerte en la diversidad
Este año, el Orgullo celebra su 25 aniversario y 50 años de Stonewall. El lema es «Fuerte en la diversidad» y pretende celebrar la diversidad de las personas.

### 2020: Muestra tus colores contra el odio
El lema del Orgullo de Zúrich 2020 es "Bekenne Farbe gegen Hass". La violencia física y psicológica, la discriminación y la estigmatización forman parte de la vida cotidiana de la comunidad LGBTQIA+. El lema del Orgullo de Zúrich 2020 pretende abordar todas las manifestaciones de odio y hacer un llamamiento a la sociedad para que se oponga a ellas. Debido a la pandemia de coronavirus en 2020, el festival y la manifestación se cancelaron. Se realizó una campaña sobre el lema en las redes sociales, carteles en postes publicitarios, tranvías y en Internet.

### 2021: Trau Dich! Ehe für alle jetzt! (¡Atrévete! ¡Matrimonio para todos ya!)
El Parlamento dijo «Sí» al matrimonio para todos, pero los círculos conservadores recogieron 50.000 firmas para un referéndum en contra. La lucha por el amor continuó.
En la votación, el matrimonio para todos fue aprobado con el 64,1% de los votos a favor.

### 2022: trans – vivir la diversidad
Por primera vez en los 27 años de historia del Orgullo de Zúrich, el foco se puso en la situación legal de las personas trans. 40.000 personas participaron en las manifestaciones, un nuevo récord para el Orgullo de Zúrich. [16] El 1 de enero de ese año entró en vigor una ley que facilitaba a las personas trans cambiar su nombre y la inscripción de su género en el registro civil. Sin embargo, una inscripción de género fuera de las categorías binarias ("masculino" y "femenino") todavía no es posible.

### 2023: Hablemos de ello
Con el lema «Hablemos de ello», la Marcha del Orgullo de Zúrich hizo un llamamiento al diálogo en el seno de la comunidad LGBT. Quien preguntara en el seno de la comunidad se topaba rápidamente con el tema de la división. El lema pretendía animar a la gente a escucharse mutuamente, reducir los malentendidos y fortalecer la solidaridad. Esto fue criticado en algunos casos porque no siempre diferencia claramente entre malentendidos y homofobia abierta.
55.000 personas participaron en la manifestación, batiendo de nuevo el récord del año anterior.

## Organización
En el sentido del artículo 60 y siguientes del Código Civil suizo (ZGB), existe una asociación con el nombre de Zurich Pride Festival, con sede en Zúrich. La asociación promueve y exige la aceptación de la comunidad LGBTQIA+ (lesbianas, gays, bisexuales, transexuales, queer, intersexuales, asexuales) en público y en la vida cotidiana. Para lograrlo, la asociación tiene como objetivo organizar y llevar a cabo un desfile anual en Zúrich, un festival y la organización y/o realización de eventos relacionados con este propósito. La asociación crea sus propias historias del mundo LGBTQIA+ para sus canales de redes sociales en Facebook e Instagram. La asociación no tiene fines de lucro.

## Podcast
Desde marzo de 2020, la asociación produce el "Zurich Pride Podcast" con invitados queer. Hasta ahora, se han producido más de 110 episodios y se han logrado más de 300.000 descargas en Spotify, Apple Podcasts, etc. Los temas incluyen: orientaciones sexuales, identidades de género, sexualidad, salir del armario, fetiches, familias arcoíris, religión y citas. El programa está presentado por Alexander Wenger, Jeannine Borer y Livia Grossenbacher